# Martin Eden (miniserie televisiva)
Martin Eden è una miniserie televisiva del 1979 diretta da Giacomo Battiato, basata sul romanzo omonimo del 1909 scritto da Jack London.

## Produzione
Le riprese principali della miniserie si sono svolte in Italia. Christopher Connelly ha navigato a bordo della sua goletta sulle acque del Lago di Como, che ha sostituito l'Alaska. Le scene ambientate nella ricerca dell’oro sono state girate in Romania, mentre le scene all'interno sono state realizzate a Roma.

## Colonna sonora
Il tema principale di Martin Eden è interpretato da Billie Hughes. Si tratta della versione cantata del tema musicale composto dagli italiani Ruggero Cini e Dario Farina, con testo scritto da Bill Hughes.
Martin Eden è stato pubblicato come singolo in Europa dalla CBS e ha raggiunto le classifiche in diversi Paesi.

## Distribuzione
La serie è andata in onda in Italia dal 25 novembre al 23 dicembre 1979. 
In Germania fu trasmessa per la prima volta domenica 12 ottobre 1980 e nelle tre domeniche successive.